# Herb Jarczowa
Herb Jarczowa.  W Archiwum Akt Dawnych w Warszawie zachował się pierwszy herb Jarczowa. Na czerwonym tle umieszczono miarę zbożową, nad nią białą rękę z żółtym strychulcem, a u dołu szuflę.
Jan Górak zamieszcza inną wersję herbu –  z głową osła.